# 4e brigade de réaction rapide
La 4e brigade opérationnelle, de son nom complet la 4e brigade de la mission opérationnelle nommée d'après le héros de l'Ukraine, le sergent Serhii Mykhalchuk de la Garde nationale d'Ukraine (en ukrainien : 4 бригада оперативного призначення імені Героя України сержанта Сергія Михальчука Національної гвардії України), abrégé en 4 БрОП, également connue sous le nom de Brigade de réponse rapide de l'UNG « Rubizh » (numéro d'unité militaire 3018) est une brigade de la Garde nationale de l'Ukraine créée le 2 juin 2015. Sa garnison en temps de paix est située à Hostomel dans l'Oblast de Kyïv
.
,

## Formation et différentes dénominations

Ancien insigne de la 4e brigade de réaction rapide

La formation de la 4e brigade de réaction rapide s'est déroulée conformément aux normes de l'OTAN. Selon le ministre ukrainien de l'Intérieur, Arsen Avakov, la création de la brigade devrait devenir la première étape vers la conversion de la Garde nationale en une armée professionnelle.
Bien que la brigade ait été créée le 2 juin 2015, le recrutement effectif du personnel de la brigade a commencé en octobre 2015. L'unité a été formée par des conseillers militaires étrangers et des vétérans conformément aux normes de l'OTAN.
Le 2 juin 2016, l'unité qui vient de terminer sa formation a présenté ses couleurs,.
En avril 2019, les militaires de la brigade ont reçu de nouveaux bérets de couleur « bleu national » en remplacement de leurs anciens bérets rouges, ainsi que les nouveaux uniformes selon le nouveau modèle adopté en 2018 par l'armée ukrainienne.
Le 20 août 2020, le président de l'Ukraine Volodymyr Zelensky attribue à l'unité le nom du Héros de l'Ukraine le sergent Serhii Mykhalchuk (uk).
En février 2023, dans le cadre de l'opération de recrutement offensive guard elle est renommée : frontière (Рубіж) aussi couramment appelée "brigade Roubij" et change d'insigne.

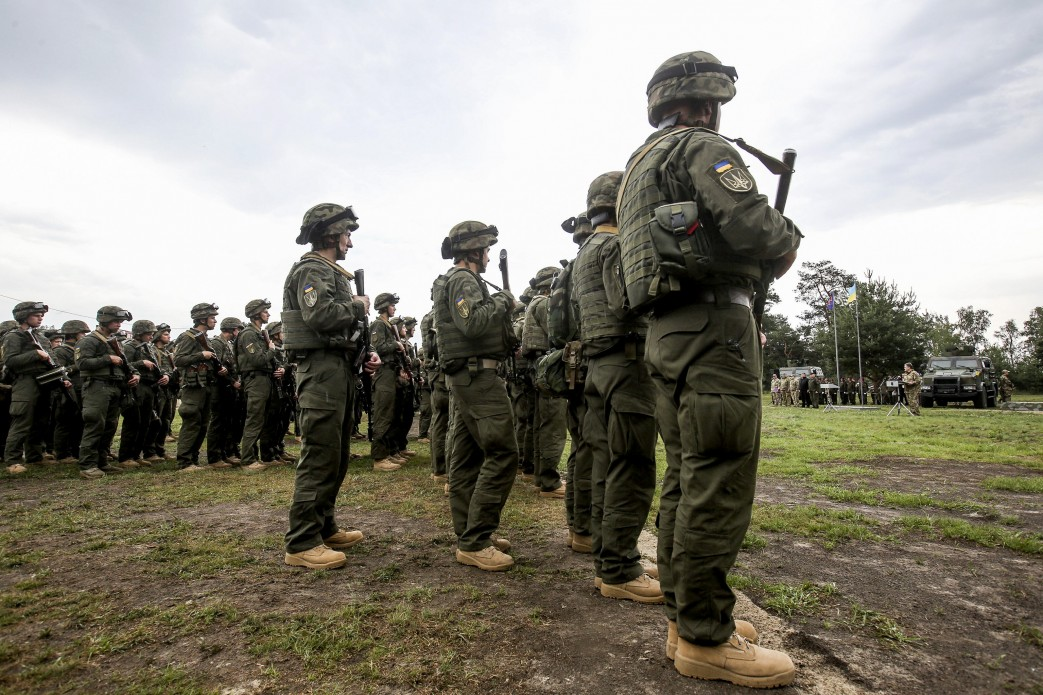
En 2016.

## Historique

### Création et guerre du Donbass
La 4e brigade est créée le 25 mai 2015 et officialisé en janvier 2016 en pleine guerre du Donbass. Elle est déployée sur le front à Stanytsia Louhanska dans l'oblast de Louhansk en 2016-2017. En 2018, elle participe à des opérations autour de la ville de Marioupol. En 2019, elle en envoyée sur l'arc de Svitlodarsk où elle participe à des affrontements contre le bataillon Somalie. Elle subit tirs de snipers et d'artillerie. Elle est retirée après 8 mois sur le front en 2020. Durant ces années, elle participe également aux manoeuvres conjoints de l'Otan : Rapid trident.

### Invasion russe de l'Ukraine

#### Hostomel et Kyïv (février - mars 2022)
Lors de l'invasion de l'Ukraine par la Russie en 2022, la majorité de la brigade est envoyée dans le Donbass au nord de Louhansk face à la menace d'une invasion. Une garnison de 200 hommes essentiellement des conscrits reste cantonnée à l'aéroport de Hostomel : un peloton de défense arnti-aérien, des agents admnistratifs, un peloton d'artillerie et une compagnie de conscrit chargée de la sécurité de l'aéroport. Le 24 février, les troupes aéroportées de la 45e brigade Spetsnaz de la Garde attaquent l'aéroport de Hostomel. Les ukrainiens ne disposent de presque aucun matériel lourd à l'exception de ZU-23-2et MANPADS et réussissent à abattre plusieurs appareils. Après plusieurs heures de combats, les 200 hommes sont forcés de battre en retraite et abandonnent l'aéroport. En fin d'après-midi, après avoir reçu le renfort d'éléments des 72e brigade mécanisée, 80e brigade d'assaut aérien, 95e brigade d'assaut aérien, de forces spéciales du groupe Oméga et du 140e centre d'opération spéciales, ils contre-attaquent autour de l'aéroport empêchant la Russie de débarquer des troupes par avion. Les 200 hommes participent ensuite à la défense de Kyïv le long de la rivière Irpine défendant les villages de Houta-Mejyhirska et Lyutizh, juste au nord de Mochtchoun. Ils protègent alors le flanc droit du 2e bataillon de la 72e brigade mécanisée lors de la bataille de Mochtchoun. Le 12 mars, après une intense préparation d'artillerie russe, ils empêchent une percée détruisant plusieurs BMP-3 mais subissent plusieurs pertes. Pendant ce temps, le bataillon de volontaires "Svoboda" participe à des combats autour d'Irpin et Boutcha. Il est intégré à la brigade en avril 2022, après la victoire ukrainienne à Kyïv et devient le 3e bataillon "Svoboda". Un 4e bataillon surnommé "Force la Liberté" est créé peu après.

#### Oblast de Louhansk: Roubijné et Sievierodonestk (février - juillet 2022)
Dans le Donbass, la 4e brigade est déployée sur la ligne de front au nord de République populaire de Louhansk autour de Trokhizbenka (en) avec la 57e brigade motorisée et la 79e brigade d'assaut aérien. Environ 4 BTG traversent le Siversky Donets et pénètrent tout les flancs de la brigade. Elle parvient à tenir quelques jours, notamment autour de Tr'okhizbenka, mais débordés et encerclé par des forces qui attaquent depuis Louhansk et depuis la Russie, ils doivent battre en retraite et abandonner tout le nord de l'oblast. La brigade se retire par petit groupes, dispersés et encerclés, sans ligne de font clair. Certains parcourent 70 ou 120km à pieds. Ils parviennent à atteindre le secteur de Roubijné-Sievierodonetsk le 27 février. Le dernier groupe de 17 hommes arrive après sept jours .
Entre les mois de mars et mai 2022, la 4e brigade prend part à la bataille de Roubijné étant la principale unité défendant la ville. A la mi-avril, leurs positions est fragilisé sur leur flanc gauche par le retraite du 15e bataillon d'assaut de montagne. La 4e brigade affronte deux régiments de la République populaire de Lougansk appuyés par des unités d'artilleries russes mais surtout des unités tchétchènes Akhmat. Ces dernières mènent de attaques frontales d'infanterie appuyés par des tirs d'artillerie sur les arrières. La LNR attaquent depuis l'Est où elle penètre dans la ville avec des unités mécanisés composés de BMP-1 et chars. Elle tient Roubijnéjusqu'au 12 mai avant de se replier à Sievierodonetsk, en faisant exploser le pont qui relie les deux villes durant leur retraite. Ils participent notamment à la défense de l'Hotêl Myr. En juin, où ils doivent céder la ville aux Russes après d'intenses combats puis celles de Lyssytchansk.

#### Contre-offensive de Kharkiv et bataille de Bakhmout
En août, le 3e bataillon Svoboda est déployé sur le flanc sud de Bakhmout aux côtés de la 72e brigade mécanisée qui subit d'intenses combats. Ils protègent notamment la localité de Zaitseve devant la T0513. Le reste de la brigade opère du côté d'Izioum. En septembre, la brigade participe à la contre-offensive de Kharkiv d'abord du côté d'Izioum dont le 2e bataillon. Elle participe également à la deuxième phase qui abouti à la libération de Lyman, en appui de la 81e brigade aéromobile combattant autour de la localité de Sviatohirsk. Elle pousse notamment au nord de Lyman, libérant Novoselivka et Drobysheve.
À partir du mois d'octobre, elle participe à la bataille de Bakhmout, sur son flanc sud, le 1er bataillon à Ivanhrad et le 3e bataillon autour de Kourdioumivka (uk) en appui de la 28e brigade mécanisée. Sur ces positions, ils sont attaqués quotidiennement par le Groupe Wagner par groupes du 8 ou 10 hommes. Après la prise de Kourdioumivka (uk), les unités de la 4e brigade se replient derrière la rivière Siversky Donets. Elles ont pour objectif d'empêcher les troupes russes traverser la rive, pilonnant régulièrement les concentrations de troupes de l'autre côté. En février, la brigade est intégrée au programme de la Garde Offensive qui vise à réformer des unités du ministère de l'intérieur en brigades d'assauts et de combats mécanisés. La brigade participe à la bataille jusqu'à la chute de la ville en mai 2023.

#### Bataille de Siversk (depuis juin 2023)
Depuis la fin mai 2023, la brigade est déployée entre Sievierodonetsk et Bakhmout, près de Spirne, en face de Siversk. Elle guide également les unités d'artillerie de la 54e brigade mécanisée qui cible les positions russes à Verkhnokamyanka. Le 1er juin, elle repousse une importante attaque mécanisé de 16 blindés infligeant de lourdes pertes aux Russes. Pendant plus d'un an et demi, la brigade épaulé sur sa gauche par la 81e brigade aéromobile, la 54e brigade mécanisée et sur sa droite par la 10e brigade d'assaut de montagne conserve le terrain et repousse de nombreuses attaques russes.
Fin juin 2024, les éclaireurs de la brigade font de nombreux prisonniers russes dans la région de Pokrovsk, oblast de Donetsk, en majorité des conscrits. En juin 2025, la 123e brigade de fusiliers motorisés de la Garde réalise de très modestes gains tactiques devant Siversk.

## Structure

### Ordre de bataille

#### 2016 - 2022
En 2016, l'ordre de bataille connu de la brigade est le suivant, :
- État-major de la brigade ;
  - 
    -  Compagnie de protection du QG ;

  -  1er bataillon d'assaut (BTR-70, BTR-3E) ;
  -  2e bataillon d'assaut (BTR-70, BTR-3E) ;
  -  bataillon de chars (5 T-64BV, 5 T-72AV et 2 T-72B) ;
  -  bataillon antiaérien ;
  -  escadron d'artillerie de la brigade :
    - 
      -  État-major (штаб) de l'escadron ;

    -  1er bataillon d'artillerie tractée ;
    -  2e bataillon d'artillerie tractée ;

  -  Compagnie de UAV ;
  -  Compagnie de renseignements ;
  -  Compagnie de transmissions ;
  -  Compagnie de logistique ;

#### Depuis 2022
En octobre 2024, l'ordre de bataille connu de la brigade est le suivant :
- État-major de la brigade ;
  - 
    -  Compagnie de protection du QG ;

  -  1er bataillon d'affectation opérationnelle ;
  -  2e bataillon d'affectation opérationnelle ;
  -  3e bataillon d'affectation opérationnelle « Liberté » (uk) (en ukrainien : Свобода, romanisé 'Svoboda')[21],[2],[3] ;
  -  4e bataillon de gardes ;
  -  5e bataillon d'affectation opérationnelle ;
  -  6e bataillon de gardes ;
  - [22] bataillon de chars ;
  -  Groupe d'artillerie de la brigade :
    - 
      -  État-major (штаб) du groupe d'artillerie ;

    -  batterie de contrôle et d'acquisition de cibles ;
    -  1er bataillon d'artillerie automotrice [23] ;
    -  2e bataillon d'artillerie ;
    -  Bataillon de lance-roquettes multiples ;
    -  Bataillon antichar ;

  -  Bataillon antiaérien ;
  -  Bataillon de drones UAV Antares ;
  -  Compagnie de reconnaissance ;
  -  Compagnie de transmissions ;
  -  Compagnie de logistique ;
  -  Compagnie médicale (soins et évacuations) ;

### Chefs de corps
- 2015–2017 : colonel Oleksandr Volochyne (uk) ;
- 2017–2022 : colonel Ivan Myropolsky ;
- 2022–2024 : colonel Artem Ilioukhine (uk)[20] ;
- 2024– : lieutenant-colonel Dmytro Boukhalo (uk) (indicatif d'appel « Sensei »)[24]

### Matériel
- Bataillon de chars : T-64BV, T-72AV, T-72B et Leopard 1A5
- Bataillons de manœuvres : ils sont dotés de blindés de transport de troupes : BTR-70, BTR-3E, complétés à partir de 2022 par cinq M113 américains et des Sisu XA-180 ou Sisu XA-185 finlandais. Blindés légers KrAZ Spartan ukraino-canadiens, SBA Novator, Varta et UAT Gyurza ukrainiens, et Roshel Senator canadien en format MRAP, Humvees américain.
- Son artillerie utilise des obusiers tractés D-30 de 122 mm et D-20, de l'artilleire automotrice Zuzana 2 d'origine slovène, et sa version tchèque DANA, mais également AHS Krab polonais et 2S1 Gvozdika ainsi que des MLRS BM-21 Grad[20].
- Antiaérien : 9K35 Strela-10 et ZU-23-2 montés.
- Soutien, maintenance : BAT-2